# Antoine Montant
Antoine Montant, né le 15 février 1981 et mort le 23 octobre 2011 dans un accident de base jump à Sixt-Fer-à-Cheval en Haute-Savoie, est un parapentiste français.
Premier champion de France de voltige en parapente en 2005, et conserva son titre en 2006 et 2007.
Il fut aussi, avec son frère Valery, un des précurseurs du speed riding en France.
Vice champion monde de voltige en 2006 
De nombreuses premières en Speedy riding essentiellement dans la vallée de Chamonix .